# Rome: Total War: Alexander
Rome: Total War: Alexander ist das zweite Add-on für das Strategiespiel Rome: Total War aus dem Jahr 2004. Es wurde von Creative Assembly entwickelt und von Sega 2006 veröffentlicht. Eine MacOS-Version von Feral Interactive erschien im Februar 2014, eine Standalone-App für iPad wurde (ebenfalls von Feral entwickelt) am 27. Juli 2017 veröffentlicht.
Das Add-On thematisiert die Feldzüge Alexanders des Großen. Der Spieler übernimmt die Rolle des makedonischen Königs und versucht, sein Königreich zu einer Weltmacht auszubauen.

## Spielprinzip

### Allgemein

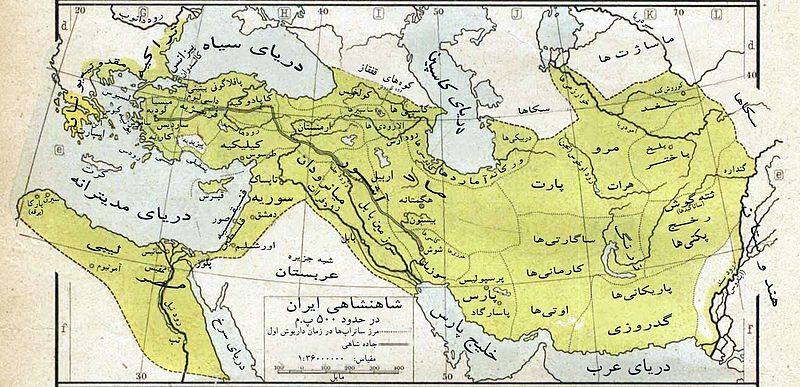
Das Perserreich zur Zeit Alexanders

In Alexander übernimmt der Spieler die Kontrolle über das Königreich Makedonien zur Zeit Alexanders des Großen und versucht, deren Einfluss mit militärischen Mitteln weiter auszudehnen. Das Spiel ist in einen rundenbasierten und in einen Echtzeit-Spielmodus aufgeteilt. Der rundenbasierte Teil des Spiels findet auf einer Kampagnenkarte statt, auf der der Spieler die wirtschaftliche, politische und militärische Entwicklung seiner Nation durch Gebäudebau in Städten, Armeebewegungen, Angriffe, Verteidigungen oder den Einsatz von Agenten steuern. Den Echtzeit-Part stellen die Schlachten dar, zu denen es kommt, wenn sich Armeen verfeindeter Nationen begegnen. Der Spieler übernimmt dann die Kontrolle über eine Armee und bekämpft die gegnerischen Truppen auf dem Schlachtfeld.

### Neuerungen
Alexander beinhaltet größere Veränderungen am Spielprinzip als die erste Erweiterung Barbarian Invasion. Der militärische Part ist deutlich in den Vordergrund gerückt, Verwaltung und Ausbau des eigenen Reiches spielen nur noch eine untergeordnete Bedeutung. Die Kampagne ist als ein durchgehender Angriffskrieg gestaltet, da das Spielziel die Eroberung Persiens innerhalb eines bestimmten Zeitrahmens darstellt.

## Fraktionen
Anders als in Rome: Total War und Barbarian Invasion besitzt der Spieler keine freie Fraktionswahl, da ausschließlich die Makedonen spielbar sind. Eine weitere Änderung stellt die Abschaffung der Diplomatie zwischen den Völkern dar. Der Spieler befindet sich dauerhaft im Krieg mit den übrigen Fraktionen und kann keinerlei Abkommen mit seinen Nachbarn schließen.
| Übersicht über die Fraktionen | Übersicht über die Fraktionen | Übersicht über die Fraktionen | Übersicht über die Fraktionen                                                           |
| ----------------------------- | ----------------------------- | ----------------------------- | --------------------------------------------------------------------------------------- |
| Fraktion                      | Kultur                        | Spielbarkeit                  | Anmerkungen                                                                             |
| Makedonien                    | griechisch                    | ✔                             |                                                                                         |
| Persien                       | östlich                       | ×                             | hat nach wenigen Zügen kein Geld mehr                                                   |
| Illyrien                      | barbarisch                    | ×                             |                                                                                         |
| Thrakien                      | barbarisch                    | ×                             |                                                                                         |
| Skythien                      | barbarisch                    | ×                             |                                                                                         |
| Dahae                         | barbarisch                    | ×                             |                                                                                         |
| Indien                        | -                             | ×                             | erste und einzige indische Fraktion in Rome: Total War, erscheint nicht in der Kampagne |

## Rezeption
Rome: Total War: Alexander wurde ähnlich wie das Hauptspiel bewertet. Es erhielt sehr gute Metawertungen mit 92 von 100 Punkten bei Metacritic und 91,75 % bei GameRankings.
Die Redaktion des deutschen Magazins PC Games lobte die Fähigkeit der künstlichen Intelligenz auf der Weltkarte. Im taktischen Gefecht litt diese allerdings unter Ausfällen. Bemängelt wird, dass die Neuerungen insgesamt spärlich ausfielen.
Steve Butts von IGN kritisierte bei seiner Bewertung, dass die Kampagne zu eindimensional gestaltet sei und es dadurch an Abwechslung fehlte. Grafisch hätte sich der Titel allerdings verbessert.